# Wiesława Holocher
Wiesława Holocher, z d. Chaberska (ur. 29 kwietnia 1957 w Krakowie) – polska siatkarka, mistrzyni i reprezentantka Polski.

## Kariera sportowa
Przez większość kariery była zawodniczką Wisły Kraków, w zespole juniorskim debiutowała w 1972, w seniorskim w 1975. W 1976 została wicemistrzynią Polski, sukces ten powtórzyła w 1977 i 1981, w 1982 i 1983 wywalczyła mistrzostwo Polski, w 1985 zdobyła kolejne wicemistrzostwo Polski, w 1988 brązowy medal mistrzostw Polski. W latach 1988–1990 występowała w belgijskiej drużynie Kortrijk, po czym powróciła do Wisły. Karierę zakończyła w 1992.
W latach 1978–1980 wystąpiła 58 razy w reprezentacji Polski seniorek, m.in. na mistrzostwach świata w 1978 (11. miejsce).
Jej mężem jest piłkarz Wisły Kraków, Hutnika Kraków i Cracovii Marek Holocher.